# Чжу Цзяньхуа
Чжу Цзяньхуа́ (кит. упр. 朱建华, пиньинь Zhū Jiànhuá; род. 29 мая 1963, Шанхай) — китайский прыгун в высоту, мировой рекордсмен, призёр Олимпийских игр.

## Биография
Чжу Цзяньхуа родился в 1963 году в Шанхае. С 1973 года начал заниматься прыжками в высоту. В 1981 году на Чемпионате Азии по лёгкой атлетике он взял высоту 2 м 30 см, побив прежний рекорд чемпионата сразу на 15 см. На Летних Азиатских играх 1982 года Чжу Цзяньхуа также взял золотую медаль, прыгнув на 2 м 33 см и перекрыв предыдущий рекорд Игр на 12 см. На Чемпионате Азии 1983 года и Летних Азиатских играх 1986 года он вновь был первым, хотя и не установив на этот раз рекордов.
На Чемпионате мира 1983 года Чжу Цзяньхуа, состязаясь с лучшими спортсменами мира, сумел пробиться на 3-е место. 11 июня 1983 года он прыгнул на 2 м 37 см, установив новый мировой рекорд, 22 сентября обновил рекорд, прыгнув на 2 м 38 см, а 10 июня 1984 года поднял рекорд ещё выше, прыгнув на 2 м 39 см. Этот рекорд был побит лишь в 1985 году Рудольфом Поварницыным.
На Олимпийских играх 1984 года Чжу Цзяньхуа пробился на 3-е место, став первым в истории спортсменом КНР, завоевавшим олимпийскую медаль. Он участвовал и в Олимпийских играх 1988 года, но там был лишь 20-м.